# Acanthocercus
Acanthocercus é um gênero de lagartos da família Agamidae que habitam em África.

## Algumas espécies
- Acanthocercus annectens
- Acanthocercus atricollis
- Acanthocercus cyanogaster
- Acanthocercus phillipsii
- Acanthocercus trachypleurus
- Acanthocercus yemensis
- Acanthocercus zonurus